# 새드 소헤일리

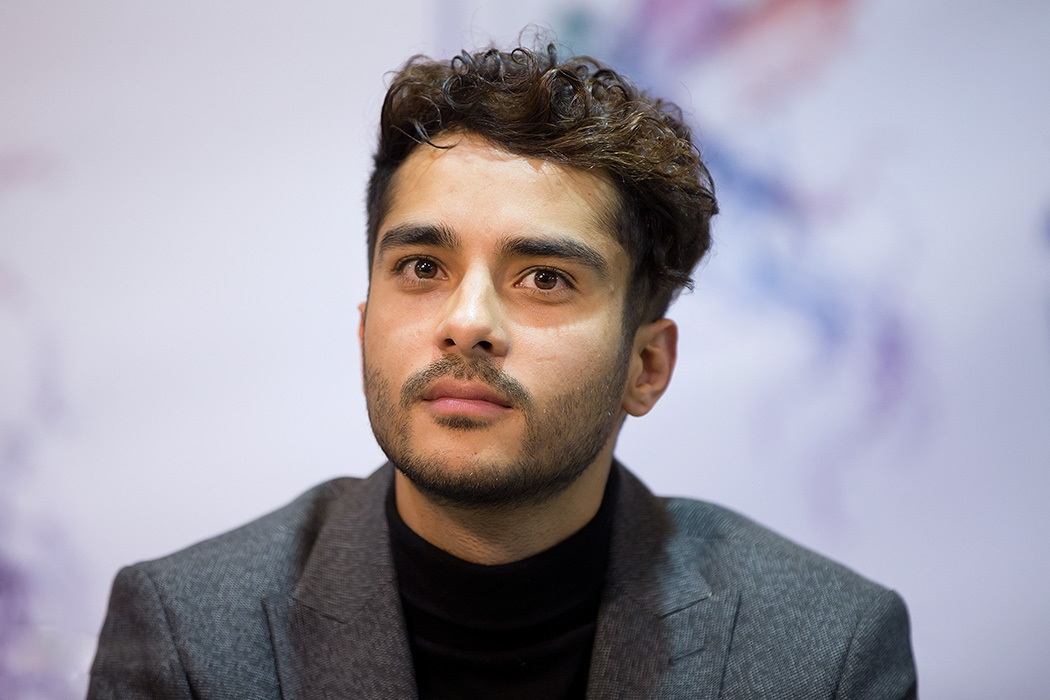

새드 소헤일리(Saed Soheili, 1988년 2월 19일 ~ )는 이란의 배우이다. 마슈하드에서 태어났다.

## 어린 시절
소헤일리는 이란 감독 사이드 소헤일리의 아들로 마슈하드에서 태어났다. 그의 형제 시나와 그의 두 자매인 사라와 사바는 영화, TV, 연극 분야에서 활발히 활동하고 있다. 소헤일리는 14세에 아버지가 감독한 "Shab-e Brehne"라는 작품에서 짧은 역할로 작업을 시작했다. 그는 또한 아버지의 일부 작업에서 무대 뒤에 있었다. 그는 이슬람 아자드 대학교(Islamic Azad University)에서 그래픽 아트 학사 학위를 받았다.
그의 첫 번째 직업적 역할은 자바드 에자티(Javad Ezzati)의 텔레비전 영화 연극이었다.
소헤일리는 키미아 시리즈에 출연한 프랑스 여배우 글로리아 하디와 결혼했다.
새드 소헤일리는 제36회 파즈르 국제 영화제에서 Lottery라는 작품이 개봉된 후 UAE 정부로부터 입국을 거부당했다.

## 영화
- 말라리아 (2016년)
- 크레이지 캐슬 (2015년)
- 50 킬로그램 오브 사워 체리스 (2015년)
- 메트로폴 (2014년)
- 컨테이너에 갇힌 사랑 (2014년)
- 팟 (2013년)